# Hacienda Luisita
Hacienda Luisita is een landgoed en suikerplantage in de provincie Tarlac op Luzon in de Filipijnen. De haciënda met een oppervlakte van 6453 hectare is tegenwoordig grotendeels eigendom van de familie Cojuangco waartoe Cory Aquino en haar zoon Noynoy Aquino – beide voormalig presidenten – behoren.

## Tabacalera
De haciënda was eerder onderdeel van Compañía General de Tabacos de Filipinas, kortweg Tabacalera. Het werd genoemd naar Luisa Bru y Lassús, de vrouw van oprichter Antonio López y López. Aanvankelijk werd hier vooral tabak verbouwd, maar in de jaren 1920 ging men over op suikerriet. In 1927 werd suikerfabriek Central Azucarera de Tarlac gebouwd.

## Cojuangco
In de jaren 1950 verkocht dit Spaanse bedrijf de suikerplantage met de suikerfabriek vanwege de Hukbalahap-opstand. De verkoop aan de familie López van onder andere Fernando Lopez werd verhinderd door president Ramon Magsaysay die vreesde dat die familie te machtig zou worden. In plaats daarvan bood president Magsaysay het aan José Cojuangco aan. Op 8 april 1958 nam Cojuangco's bedrijf Tarlac Development Corporation (TADECO) de haciënda over. De betaling aan de Spaanse verkopers moest plaatsvinden in dollars en aangezien het omwisselen van pesos naar dollars streng gereguleerd was, stond de Bangko Sentral ng Pilipinas garant voor een dollarlening bij de Manufacturers' Trust Company. De centrale bank deed dit op voorwaarde dat het land na tien jaar verkocht zou worden aan kleine boeren in lijn met Resolutie No. 1240 van de centrale bank van 27 augustus 1957. Ook bij een pesolening van Government Service Insurance System werd als voorwaarde gesteld dat 4000 hectare uiteindelijk doorverkocht zou worden aan kleine suikerplanters en de resterende 2453 hectare aan de bewoners van het landgoed.

## Landbouwhervormingen en bloedbad van Mendiola
Als beheerder stelde Cojuangco zijn schoonzoon Benigno Aquino jr. (Ninoy) – getrouwd met zijn dochter Cory – aan. Deze ging daarna de politiek in en raakte daar in conflict met president Ferdinand Marcos. In 1967 werd het landgoed niet verkocht volgens afspraak, ondanks aanmaningen van Conrado Estrella, gouverneur Land Authority en verantwoordelijk voor het landhervormingsprogramma van Marcos. Toen Marcos in 1972 na de bomaanslag op Plaza Miranda de noodtoestand uitriep, werd Ninoy al snel gearresteerd, maar desondanks bleef het landgoed in handen van Cojuangco. Na het overlijden van Jose Cojuangco in 1976 drong Gregorio Licaros in 1977 als gouverneur van de centrale bank aan op verkoop, maar net als daarvoor stelde TADECO dat dit onmogelijk was, omdat er geen pachters zouden zijn.
Pas toen Ninoy in 1980 naar de Verenigde Staten vertrok, maakte de overheid serieus werk van de verkoop. Op 7 mei 1980 werd een rechtszaak aangespannen en op 2 december 1985 volgde de uitspraak dat het landgoed overgedragen moest worden aan het ministerie van landbouwhervormingen. Dit werd door de familie Cojuangco voorgesteld als een politiek van intimidatie, aangezien Cory – ondertussen weduwe van de in 1983 vermoorde Ninoy – het op zou nemen tegen Marcos in de presidentsverkiezing van 1986. De familie tekende daarna beroep aan, hoewel Cory in haar verkiezingstoespraken stelde landbouwhervormingen door te voeren en daarbij ook haar landgoed in te betrekken. Hoewel Marcos volgens de officiële uitslag gewonnen had, moest deze vluchten vanwege de EDSA-revolutie. Cory werd daarna president en kreeg na elf maanden te maken met grote protesten waarin geëist werd dat de hervormingen doorgevoerd werden en Hacienda Luisita verdeeld. Op 22 januari 1987 kwam het daarbij tot het bloedbad van Mendiola.

## Stock Distribution Option
Na het bloedbad voerde Cory versneld het hervormingsprogramma Comprehensive Agrarian Reform Program (CARP) door, waarbij echter een aandelenverdelingsoptie (Stock Distribution Option, SDO) werd toegevoegd die het mogelijk maakte om te voldoen aan de hervormingen zonder het land daadwerkelijk over te dragen. Dit moest het mogelijk maken dat suikerplantages als geheel konden blijven voortbestaan.
Op 18 mei 1988 trok de overheid zich terug uit de in 1980 aangespannen rechtszaak, met als argumentatie dat de hervormingen sowieso doorgevoerd zouden worden. Op Hacienda Luisita werd de SDO in 1989 vervolgens toegepast. De familie Cojuangco bracht het eigendom onder in Hacienda Luisita, Inc (HLI) waarvan de familie 67% in handen hield, terwijl 33% beschikbaar kwam voor de boeren. Verdeling van het land zou volgens de familie onvoordelig zijn omdat elke boer hier minder dan een hectare land aan zou overhouden. Dit zou ondersteund worden door een studie van de privé-instelling Center for Research and Communication. Dit werd tegengesproken door een studie van de National Economic and Development Authority (NEDA) waarin gesteld werd dat zelfs deze kleine hoeveelheid land meer op zou brengen voor de boeren dan de aandelen. Deze studie werd genegeerd door het Presidential Agrarian Reform Council (PARC) onder voorzitterschap van president Cory Aquino, ondanks de mogelijkheid voor boeren om onder CARP coöperaties te vormen om schaalvoordeel te behalen. Op 9 mei 1989 stemde 93% van de boeren op Luisita om de SDO toe te passen, op 14 oktober bevestigd met bijna 97%. James Putzel stelde in A Captive Land: the Politics of Agrarian Reform in the Philippines uit 1992 echter dat het twijfelachtig was of de boeren de keuze die hen gegeven werd wel begrepen. De 33% werd ook niet in een keer overgedragen, maar gespreid over dertig jaar. De overdracht werd daarbij gebaseerd op het aantal gewerkte dagen.

## Herbestemming
In 1995 kreeg een groot deel van de haciënda een commerciële, industriële en residentiële bestemming van de Sangguniang Bayan (gemeenteraad) in plaats van een landbouwbestemming. In 1998 werd een plan bekend gemaakt om de Subic–Clark–Tarlac Expressway aan te leggen die uiteindelijk in 2007 voltooid werd. Daarmee verdween steeds meer landbouwgrond en in combinatie met de doorgevoerde mechanisatie betekende steeds minder werk voor de boeren en steeds minder aandelen. Tegen 2003 was er nog maar werk voor een dag in de week met lage salarissen tot gevolg. Bonden eisten een einde aan de SDO en het stoppen van de herbestemming. In juli 2004 eisten de bonden een salarisverhoging en een toename naar twee tot drie werkdagen. Dit werd geweigerd en per 1 oktober 2004 werden 327 boeren ontslagen.

## Bloedbad van Luisita
Op 6 november 2004 kwam het tot stakingen. Zo'n 5000 boeren aangesloten bij de United Luisita Workers Union (ULWU), blokkeerde poort 1 naar de suikerfabriek, terwijl zo'n 700 fabrieksarbeiders van de Central Azucarera de Tarlac Labor Union (CATLU) poort 2 blokkeerden. De Philippine National Police (PNP) probeerde de stakers uiteen te drijven, maar slaagde daar niet in. Op 10 november werd hen door het Department of Labor and Employment (DOLE) vanwege landsbelang het recht tot staken ontnomen. Binnen vijf dagen moesten de stakers het terrein verlaten, anders zouden ze verwijderd worden. 
In de presidentsverkiezing van 2004 in mei had de familie Cojuangco president Gloria Arroyo gesteund.
Op 15 november kwam de PNP terug met versterkingen, maar waren niet in staat om de stakers te verwijderen. De vakbondsleiders werd aan het einde van de middag gevraagd om de dag erop bij Jose Cojuangco jr. – een broer van Cory – in Makati te komen. Daar kregen ze te horen dat de onderhandelingen pas konden beginnen als de staking beëindigd was.
Die ochtend assisteerde het leger (AFP) met twee tanks en soldaten de politie. Met traangas en waterkanonnen werd gepoogd om de menigte uiteen te drijven, maar dit was niet succesvol. Daarop volgde een aanval door AFP en PNP waarbij geschoten werd en zeven stakers gedood werden en 121 gewonden vielen.
Volgens Noynoy – op dat moment vicevoorzitter van het Huis van Afgevaardigden – zouden de stakers als eerste het vuur hebben geopend en dat er acht inslagen waren aangetroffen op een pantserinfanterievoertuig (APC). Een later rapport van de PNP bevestigde dit en stelde dat de rebellenbeweging New People's Army (NPA) aanwezig was geweest.
Een rapport van de linkse organisatie Bagong Alyansang Makabayan (Bayan) stelde echter dat de schoten die werden toegeschreven aan de stakers afkomstig waren vanaf het terrein van de suikerfabriek, waar zich alleen de fabrieksleiding, politie en leger bevond. Daarnaast werd het opmerkelijk gevonden dat er door de stakers op een gepantserde APC zou zijn geschoten, maar niet de 700 man ordetroepen waar geen doden waren gevallen.
In de maanden daarna werden acht getuigen en stakingsleiders vermoord en waren er nog twee pogingen daartoe:
- Marcelino Beltran, stakingsleider, 8 december 2004
- George Loveland en Ernesto Ramos, stakers, 5 januari 2005, poging
- Abel Ladera, raadslid, 3 maart 2005
- William Tadena, priester, 13 maart 2005
- "Tatang" Ben Concepcion, stakingsleider, 17 maart
- Flor Collantes, secretaris-generaal van Bayan Muna, 15 oktober
- Ricardo Ramos, leider van CATLU, 25 oktober 2005
- Tirso Cruz, leider ULWU, 17 maart 2006
- Alberto Ramento, priester, 3 oktober 2006

Op 25 november 2004 werd er een onderzoek ingesteld naar de oorzaken van de staking door Task Force Stock Distribution, later Task Force Luisita genoemd. Op basis hiervan werd op 23 december 2005 de SDO van Luisita ingetrokken en werd bevolen het land te verdelen. De aanvankelijk steun van de familie voor president Gloria Arroyo die in juni 2005 onder vuur kwam te liggen in het Hello Garci-schandaal, was ingetrokken op 8 juli toen het advies was afgegeven om de SDO in te trekken.

## CARPER
In juni 2006 wist de familie Cojuangco de gedwongen verkoop echter te voorkomen met een beschikking van het hooggerechtshof. In 2009 werd Comprehensive Agrarian Reform Program Extension with Reforms (CARPER) van kracht waarin SDO verboden was.
Op 30 juni 2010 trad Noynoy aan als president en hij gaf aan dat het land verdeeld zou worden voordat CARPER in 2014 af zou lopen. Op 24 april 2012 werd door het hooggerechtshof bepaald dat 4335 hectare verdeeld moest worden. Op 18 juli 2013 werd hiermee begonnen. De rest van het landgoed was ondertussen getransformeerd naar een andere bestemming of was overgedragen aan banken als Rizal Commercial Banking Corporation (RCBC) om schulden af te betalen.